# Équipement (jeu de rôle)
 (janvier 2025).
Si vous disposez d'ouvrages ou d'articles de référence ou si vous connaissez des sites web de qualité traitant du thème abordé ici, merci de compléter l'article en donnant les références utiles à sa vérifiabilité et en les liant à la section « Notes et références ».
Pour les articles homonymes, voir Équipement.
L'équipement est un des nombreux points communs entre les jeux de rôles sur table et les jeux de rôles en jeux vidéo. On trouve également cette notion, plus ou moins développée, dans les jeux d'aventure.

## Définition
L'équipement désigne l'ensemble des objets équipés et portés par un personnage. On distingue le plus souvent :
- les armes (éventuellement une pour chaque main)[2],
- un bouclier,
- une armure ou l'équivalent (gilet pare-balles, bouclier énergétique), souvent partagée en plusieurs éléments pour les différentes parties du corps comme la tête, les mains, le torse, etc.
- des accessoires : objets magiques, objets technologiques, argent, etc.
- en jeu vidéo, on y ajoute le sac à dos ou inventaire, selon le degré de détail, qui contient divers objets, dont éventuellement d'autres pièces d'équipement à porter. Dans certains jeux, cet inventaire n'est pas considéré comme de l'équipement, puisqu'il n'est pas présent avec le personnage. Dans d'autres jeux, le fait de posséder un objet dans son inventaire le rend accessible, donc faisant partie de l'équipement.

## Intérêt de l'équipement dans le jeu
Dans tous les jeux, on peut jouer sans aucun équipement. Dans les jeux vidéo, on est rarement tout nu, un vêtement qui ne s'enlève pas, lui, est assigné au personnage qui est créé. 
Si on peut jouer sans équipement, il en est autrement de la survie du personnage. Il ne pourra pas faire grand chose, surtout en situation de combat. Le rituel du « tour de garde » ou la situation cocasse du chevalier dormant en armure, l'épée à la main, en montrent la prise de conscience par les joueurs.

### Intérêt des armes
Selon l'arme (les armes) que le personnage porte, on modifie sa capacité de dégâts et sa façon de les provoquer. Elle fait varier :
- la quantité de dégâts qu'un personnage inflige à chaque coup
- le nombre d'actions possibles (une hache à deux mains prend plus de temps à manier qu'une dague)[3]
- le type de dommages : écrasant, mêlée, etc.
- le style de combat : à distance, au corps à corps, etc.

Les armes magiques ajoutent des bonus de caractéristique, de compétences, ainsi que des dégâts ou effets magiques. En science-fiction, existent aussi des armes EMP qui perturbent les machines, des paralysants qui assomment les cibles, des somnifères, etc.

### Intérêt des armures et boucliers
Selon le type d'armure, on fait varier la capacité à se protéger des coups. Selon les jeux, seule la matière ou le type d'armure définit le facteur de protection, pour d'autres, le niveau du personnage intervient également. Dans certains jeux, l'armure a une certaine chance de bloquer les dégâts (elle agit comme l'esquive), dans d'autres elle les réduits.
Les armures magiques ajoutent des bonus de caractéristiques, de compétence et protègent contre un type de dégâts (types de dégâts physiques ou magiques). Les boucliers énergétiques sont très prisés.

### Intérêt des accessoires
Les accessoires apportent un bonus moindre de protection, parfois de caractéristique, de compétence. Ils disposent souvent d'effets spécifiques comme des charges de sorts ou des protections magiques.

## La pénalisation par l'équipement

### La surcharge
Cette notion permet d'apporter plus de réalisme au jeu, dans la mesure où elle lie la quantité d'équipement transportable par le personnage à ses capacités physiques, notamment sa force. Les pénalités habituelles sont le ralentissement des déplacements et de l'attaque, et un accroissement de la fatigue.

### L'encombrement
Cette notion, complémentaire de la surcharge, évite à tout personnage de disposer d'une quantité illimitée d'équipement de rechange. Certains jeux ne prennent pas explicitement compte de cette pénalité, comme Toon.

### La résistance des pièces d'équipement
Dans certains jeux, l'équipement peut s'user, et doit être réparé. Ne pas tenir compte de cette pénalité peut ramener à jouer sans équipement au plus mauvais moment, puisqu'on croyait être bien équipé.

### Les malus
Certaines pièces d'équipement apportent non seulement des bonus, mais parfois des malus. Souvent, les pièces apportant un grand avantage apportent également un point faible. Cela peut être une diminution dans une autre caractéristique, une sensibilité à un type de dégâts...

## Limitations par classe
Le type d'équipement que peut porter un personnage dépend souvent de sa classe. Par exemple, dans un monde médiéval de Donjons et Dragons, un guerrier peut porter des armures lourdes comme les armures de plaques ; un mage sera autorisé à porter une robe de mage ; les armes utilisées peuvent également être liées à l'alignement.
Dans les jeux de rôle ou les MMORPG, l'objectif de ces limitations est de créer des profils de personnages complémentaires afin que chacun ait besoin de l'autre dans un groupe de personnages.
Dans les jeux vidéo où l'on joue seul contre l'ordinateur, l'objectif est que chaque classe présente une expérience de jeu différente, afin d'augmenter la durée de vie du jeu. Il y a plus de sens pour le joueur à recommencer le même jeu avec un autre personnage.
Les jeux sans classe ne fixent pas de telles limitations, mais le meneur de jeu est invité à faire preuve de logique. Un érudit maigrelet qui endosse une armure intégrale sera à la fois ridicule (malus social) et lent comme une tortue (malus à l'initiative) ; un samurai du Livre des Cinq Anneaux qui insiste pour livrer un duel à la masse d'armes sera identifié comme le rustre qu'il est. Un joueur se pénalisera donc lui-même en agissant ainsi.

## Moyens d'obtenir de l'équipement
Dans la plupart des jeux, on peut obtenir des pièces d'équipements de différentes manières : en les achetant, en les trouvant (dans des coffres), en les ramassant sur des monstres vaincus (généralement plus le monstre est puissant, plus l'équipement gagné est performant), en les volant (avec le risque de se faire prendre) ou en les fabriquant à partir d'équipements moins performants (crafting). 

### L'équipement de départ
Dans un jeu solo, ou pour un joueur débutant dans un MMORPG, l'équipement de départ porte une moindre importance : comme le jeu est progressif, de nombreuses occasions permettent d'améliorer progressivement son équipement, au fur et à mesure que l'on comprend l'intérêt de chaque pièce.
En jeu de rôle ou dans un MMORPG pour un joueur expérimenté, le choix de l'équipement de départ permet de progresser plus rapidement (voir levelling). En jeu de rôle, selon le jeu, l'équipement de départ peut donner lieu à un rituel, faisant partie de la création de personnage. Le personnage disposant d'un pécule de départ, peut choisir dans une liste beaucoup plus grande que ce qu'il pourra acquérir une fois le jeu commencé. Quand un groupe de joueurs choisit ensemble son équipement de départ, il y a négociation entre joueurs pour se partager l'équipement nécessaire.
Le niveau de détail peut amener à une véritable guerre psychologique entre le meneur de jeu et le joueur. Le but est pour le joueur de deviner quel équipement sera le plus adapté au premier scénario. Certains jeux permettent au joueur d'acheter un kit de survie. D'autres, comme JRTM obligent à détailler chaque mètre de corde, fil à pêche et torche.

### L'achat
Dans les jeux vidéo, on trouve des personnages de marchands qui vendent des pièces d'équipement. La rencontre avec ces marchands est localisée dans des lieux précis (villes ou endroits à découvrir) qui sont souvent des lieux neutres, à l'abri des combats. Dans les jeux où le monde est vaste, chaque ville peut donner accès à de nouvelles pièces d'équipement, ce qui peut constituer une récompense.
En jeu de rôle, l'accès aux pièces d'équipement via un marchand est une façon de modifier l'équilibre entre les personnages. Le maître de jeu peut décider de ce dont dispose le marchand, et le prix de l'équipement qu'il veut bien vendre. L'achat peut donner lieu à du roleplay, avec :
- la recherche du marchand en enquêtant dans les rues,
- l'interrogatoire du marchand sur ce qu'il possède,
- la négociation du prix avec le marchand,
- l'intervention de tierces personnes pour empêcher la transaction (gardes, autres acheteurs prêts à surenchérir).

L'acquisition par un personnage d'une pièce d'équipement trop avantageuse peut déséquilibrer une partie en encourageant un personnage de type Gros Bill. Le meneur de jeu diminuera alors la disponibilité de ce genre d'équipements, voire les interdira tout net, ou s'arrangera pour le faire perdre plus vite.
Dans les jeux de type MMORPG il est aussi possible d'acheter de l'équipement aux autres joueurs qui souhaitent en vendre.

### Le butin
But du scénario embryonnaire Porte-monstre-trésor, le butin ou trésor est le moyen d'obtenir des pièces d'équipement uniques. En théorie, il est proportionnel à la difficulté à abattre le monstre. C'est principalement dans les butins qu'on trouve des pièces d'équipement magiques.
Le partage du butin donne lieu à des disputes entre personnages, mais plus souvent même entre joueurs, que ce soit en jeu de rôle ou MMORPG. La logique individuelle remet alors en cause la logique collective qui a permis d'acquérir le butin. Certains jeux prennent en compte ce risque. Dans les MMORPG, des options de butin peuvent permettre différentes stratégies :
- le premier qui clique sur l'objet le récupère,
- le chef du groupe récupère tout,
- le chef du groupe distribue aux membres qu'il décide (sur des critères prévus ou pas),
- les joueurs intéressés, sur le critère qu'ils peuvent porter la pièce d'équipement, peuvent lancer un tirage aléatoire.

En jeu de rôle, s'appuyer entièrement sur le hasard pour définir le butin peut amener à un risque de Gros Bill plus fort encore que le marchand trop généreux. Par exemple, si ce butin est obtenu dans une scène précédant le grand final du scénario, « l'antre du dragon », et que le tirage de dés apporte au guerrier une « épée tueuse de dragons +500% de dégâts », l'effet dramatique qu'aurait dû créer la confrontation se transforme en effet comique, ce qui n'est pas forcément du goût du meneur de jeu.

### Le vol
En jeu de rôle, il existe un grand nombre de raisons poussant à choisir l'option du vol plutôt que l'achat ou la confrontation directe :
- les personnages n'ont pas assez d'argent,
- le propriétaire refuse de donner l'objet ou de le vendre,
- le propriétaire est beaucoup plus fort que les personnages, c'est le cas typique du dragon protégeant son trésor,
- les personnages ont été privés de leur propre équipement, par exemple à l'occasion d'un emprisonnement, et veulent le récupérer.

Le personnage taillé pour ce genre de situation est le voleur. Il dispose de caractéristiques adaptées et de compétences, ou aptitudes spécifiques au pickpocket, à l'ouverture des serrures, à la discrétion, etc. D'autres classes peuvent tenter leur chance, mais avec un succès moindre.
Dans les jeux vidéo, certaines de ces aptitudes de voleurs sont exploitées, comme l'ouverture des serrures (comme dans The Elder Scrolls IV: Oblivion) et le pickpocket (comme dans World of Warcraft). Elles permettent d'accéder à des pièces d'équipement inaccessible autrement.

### La fabrication
La fabrication de pièces d'équipement est souvent évoquée en jeu de rôle mais en pratique très peu utilisée. En effet, l'action de fabriquer un objet est longue et n'a que peu d'intérêt scénaristique, si bien que la fabrication des objets, même puissants, fait partie des détails que l'on règle entre deux scénarios en même temps que l'utilisation des points d'expérience. De plus, le maître du jeu devant gérer l'inflation de puissance des personnages, cette fabrication apporte rarement un changement significatif.
Dans les jeux vidéo, en revanche, la fabrication de pièces d'équipement est un moyen de récompenser la patience du joueur, qui va récolter les composants au cours de ses aventures, et une fois tous les composants obtenus, la pièce d'équipement qu'il fabrique lui rend le jeu plus facile. 
Dans les MMORPG, la fabrication de pièces d'équipement demande un investissement important en temps, puisqu'il faut à la fois développer sa compétence de fabrication (crafting), et récolter des éléments rares. Elle est considérée comme une étape intermédiaire entre les pièces d'équipement trouvées sur les monstres et les pièces rares gagnées en groupes dans les zones très difficiles (instances, raids, etc.). 

### Le maintien de l'équipement
Pour une meilleure progression dans le jeu, le joueur doit très fréquemment renouveler son équipement pour optimiser les performances de son personnage. Les anciens équipements peuvent être jetés, vendus ou échangés avec d'autres joueurs.

### L'amélioration de l'équipement
Dans certains jeux, surtout vidéo, un personnage peut améliorer son équipement, notamment en y insérant des objets magiques (gemmes...) ou en obtenant d'un mage qu'il lance un sort dessus.